# Saguaro (fumetto)
Saguaro è una serie a fumetti ideata da Bruno Enna ed edita dalla Sergio Bonelli Editore dal 2012 al 2015 per 35 numeri.

## Storia editoriale
Bruno Enna ideò la serie dopo aver letto un articolo relativo agli "Shadow Wolves", un gruppo di agenti federali nativi americani che ancora oggi operano al confine tra l'Arizona e il Messico. Inizialmente aveva pensato ad un romanzo grafico, presentò l'idea alla Sergio Bonelli Editore, ma si pensò di poterla sviluppare in una mini-serie. Fu lo stesso Sergio Bonelli che decise di creare un'intera serie senza una fine definita. Inoltre diede alcuni consigli all'autore, tra cui quello di leggere i romanzi di Tony Hillerman e di ispirarsi al viso di un giovane Tom Berenger per la creazione grafica del protagonista. In quel periodo la scelta di Enna sull'attore da prendere come modello oscillava tra Adam Beach, Val Kilmer e Dwayne Johnson.
La Bonelli ufficializzò l'esistenza della serie nel marzo del 2012 pubblicando sul suo sito due immagini raffiguranti Saguaro. È stata presentata in anteprima a Torino Comics 2012 il 14 e il 15 aprile e a Napoli Comicon il 29 aprile La copertina del primo albo fu presentata a fine aprile.. La serie esordì il 26 maggio 2012 e venne pubblicata fino al 2015, per complessivi 35 numeri.

## Trama
Reduce dalla guerra in Vietnam, Thorn Kitcheyan torna nella riserva navajo per affrontare il suo passato, ma anche le tensioni e i contrasti del presente.

## Personaggi

### Principali
- Thorn Kitcheyan, soprannominato Saguaro dai nativi, è il protagonista della storia. Il suo nome navajo è dato dal suo carattere "spinoso come un cactus" che lo contraddistingue. Ha poco più di 30 anni, i capelli raccolti in una lunga treccia nera (che scioglie quando va a dormire) e una corporatura muscolosa. È molto abile nel combattimento a mani nude e nell'uso del coltello (del quale si dimostra geloso considerandolo quasi una parte di sé), anche se non disdegna le armi da fuoco. Si sposta spesso con la sua moto (alla quale è molto affezionato) o con il pick up. Tipo di poche parole, all'inizio della storia appare piuttosto cinico. Cacciato di casa da ragazzo, ha cercato di vivere alla maniera dei bianchi senza però mai adattarsi seriamente al loro mondo pur rinnegando le sue origini, rimanendo sempre in bilico fra il "bianco" Thorn e il "nativo" Saguaro. Torna a Window Rock in seguito alla morte del padre, che gli ha lasciato in eredità il Buen Retiro, ma rifiuta categoricamente di vivere nel ranch. Grazie all'affetto di Miguel, ai discorsi di Howi, all'amore di Kai e soprattutto al contatto con la sua gente dovuto al suo ruolo di agente federale, il suo carattere si ammorbidirà col tempo. Nonostante ciò, sono rari i momenti in cui lascerà trasparire i suoi sentimenti. È poco incline al rispetto delle regole, caratteristica evidente sia durante il suo servizio nell'esercito sia durante le indagini federali, avendo accettato di formare i Falchi-Lupo alla sola condizione di poter essere "libero di agire come vuole".
- Kai Walken, figlia di Alan, capo della polizia tribale, e orfana della nativa Tansy. Fin da subito in conflitto con suo padre, dopo un rocambolesco primo incontro si troverà a lavorare a stretto contatto con Thorn, di cui si innamora ben presto pur negando i suoi sentimenti quando le viene chiesto. La relazione tra i due prenderà piede solo dopo che Saguaro tornerà dalla fuga in Messico. Sarà lei a far luce a poco a poco sul passato di Thorn, grazie anche alle inquietanti informazioni che Cobra Ray le dà sul conto dell'uomo. A differenza del suo compagno è molto ligia al dovere e, pur essendo caratterialmente più "morbida", mostra spesso una stabilità e una forza interiore superiori a quelle del protagonista.
- Nastas Begay, detto anche Il Coyote. Coetaneo e fratello di sangue di Thorn, nato anch'egli al Buen Retiro. Grandi amici da ragazzi, le loro strade si dividono quando Thorn lascia il ranch e Nastas sceglie la strada della ribellione. Fino all'ultimo cercherà di convincere Thorn a scegliere da che parte stare se con i bianchi o con i nativi e questo li porterà a scontrarsi molte volte, anche se nessuno dei due rinnegherà mai il legame con l'altro. Rischierà la vita ben due volte: la prima quando Alan Walken gli spara alla schiena e poi, in carcere a causa dei maltrattamenti. Thorn lo ritrova proprio dopo essersi fatto trasferire nel penitenziario sotto copertura e, dopo una sommossa che fa evadere molti detenuti, lo crede morto. In realtà è evaso e tempo dopo, rimessosi, forma un clan di ribelli con i componenti di Radio Aquila Libera, un'emittente radiofonica locale, che verrà in seguito smantellata. Morirà, latitante, dopo aver unito per l'ultima volta le sue forze con Thorn. È il personaggio più controverso dell'intera serie.
- "Cobra" Ray Brest, nemico numero uno di Thorn. Ex tenente dell'esercito, è una persona sadica e violenta, che in Vietnam non ha esitato a massacrare persone innocenti per coprirsi di gloria. Thorn, scout nella sua stessa pattuglia, vendica l'ennesima strage uccidendo tutti i componenti della squadra e scagliando addosso a Ray (che aveva ferito a una gamba per impedirgli di scappare) una tempesta di napalm. Ray si salva, ma rimane orrendamente sfigurato. Riciclatosi come killer a pagamento, ingaggerà con Thorn una guerra senza esclusione di colpi: cercherà di uccidere il piccolo Miguel, picchierà selvaggiamente Kai due volte, torturerà Clive Waters e ucciderà Noah Folsom con il coltello di Thorn. La sua intenzione è trasformare Saguaro in un mostro proprio come questi ha fatto con lui, convinto che la sua nemesi non sia meno diabolica di lui. Ha una ex moglie, Linda, e un figlio dodicenne, Daniel. Dalla donna Kai apprenderà che in realtà la natura violenta di Brest si era manifestata ben prima della guerra. Nonostante rimanga paralizzato, Thorn non avrà alcuna pietà per lui e lo ucciderà senza esitazione.
- "Hosteen" Howi Bennally, anziano cantore del Buen Retiro. Molto amato e rispettato nella riserva per la sua saggezza, è la persona che conosce Thorn meglio di tutte, avendolo amato come un figlio: nell'incendio che costò la vita a sua madre, Howi cercò di fermare suo padre e di farlo ragionare, aiutandolo poi a salvare il piccolo Thorn dalle fiamme e a tirare fuori la donna. Quando Thorn torna a Window Rock, Howi cerca di convincerlo invano ad andare a vivere al Buen Retiro. Emblematica una frase che gli rivolge nel primo numero: "Questa, che ti piaccia o no, è casa tua!". Morirà per le conseguenze delle torture subìte dal serial killer Lou Carrano: inizialmente ripresosi, non accetterà di non poter più parlare e si lascerà andare in ospedale.
- Jude Towanka, giovane ospite del Buen Retiro che col tempo diverrà una figura sempre più centrale: temerario ma avventato, pur di aiutare Kai e Thorn (che considera quasi un fratello maggiore) rischia più volte la vita. Prima di mettersi seriamente nei guai riuscirà a farsi un nome nella polizia tribale, guadagnandosi il rispetto dei colleghi e di Alan Walken. Successivamente scoprirà una brutta storia risalente a quando aveva solo due anni: i genitori vennero abbandonati dal loro clan, che giudicarono incestuosa la loro relazione. Stabilitisi in città suo padre Tate Nebitsi, abile artigiano, per fare soldi iniziò a collaborare a diverse rapine. Morì in circostanze mai chiarite lasciando sola la sua donna gravemente malata (che dette al figlio il suo cognome, Towanka) e il piccolo Jude. La donna sarebbe morta qualche tempo dopo ma Tate, prima di morire costruì una fibbia navajo dove mise la chiave della cassetta di sicurezza contenente il bottino dell'ultima rapina e la lasciò al figlio, che crebbe inconsapevole di ciò che aveva in suo possesso. Dopo che alcuni malavitosi intenzionati a mettere le mani sulla refurtiva lo rapiscono e lo torturano, Jude riesce a far aprire la fibbia e a recuperare la chiave, ma rifiuta qualsiasi ricompensa per aver recuperato il denaro, decidendo di partire in cerca di fortuna.
- Alan Walken, padre di Kai e capo della polizia tribale. Un tempo uomo e poliziotto in gamba, in seguito alla morte di sua moglie Tansy ha iniziato un lento e inesorabile declino, diventando acido, violento e alcolizzato. Odia Thorn da quando questi era ragazzo e la situazione peggiora quando Saguaro e Kai iniziano a frequentarsi, causando la rottura dei rapporti con la figlia. I tre saranno costretti a collaborare in alcune indagini e non mancheranno i battibecchi. Quando scopre di essere malato in seguito ad un infarto, cercherà di riavvicinarsi alla ragazza. Si affezionerà a Jude, ritenendolo il più idoneo fra i suoi uomini a succedergli al comando della polizia, che lascerà in seguito all'aggravarsi della malattia.
- Clive Waters, prima numero due e poi numero uno del Boureau di Albuquerque. Inizialmente lui e Thorn vanno d'accordo, ma col tempo Thorn inizia a diffidare di lui, scoprendo il suo coinvolgimento nei loschi traffici tra la mafia e i pezzi grossi di Washington. Quando viene accusato da Thorn di averlo usato, manipolato e spiato e di essersi servito dei Falchi-Lupo per interessi personali, passa a sorpresa dalla sua parte, denunciando i suoi complici prima di costituirsi.
- Miguel Aguilàr, bambino messicano salvato da Thorn nel primo numero della storia. Si affeziona molto a Saguaro ed è uno dei pochi a chiamarlo con il suo soprannome. Testimone del brutale omicidio del vecchio Tocho ad opera di Noah Folsom, rischierà più volte la vita in quanto scomodo testimone. Uscirà di scena insieme a Hermila e Julio, quando i tre cominceranno una nuova vita insieme.
- Noah Folsom, potente criminale che traffica con i messicani. Nonostante venga arrestato nel primo numero, dal carcere continua a dare ordini e a commissionare omicidi, mostrando una perfidia seconda solo a quella di Cobra Ray, dal quale verrà ucciso.
- Little Eye, falco-lupo in cattività che nei primi numeri vola spesso sulla casa mobile di Saguaro. Essendo l'animale solitario come lui, Saguaro avverte una connessione con la creatura e i due, a modo loro, sembrano riuscire a comunicare. Oltre al protagonista solo Miguel riesce a vederlo durante i suoi appostamenti così, quando sparisce, sono in molti a credere che quello che Thorn ha visto fosse solo uno spirito. Nell'ultimo numero si scopre che Thorn e Nastas, ai tempi del riformatorio, avevano trovato un animale identico, che Thorn aveva chiamato appunto Little Eye e che il sadico guardiano della struttura aveva crudelmente ucciso. Questo alimenta il dubbio che il Little Eye attuale sia solo un'apparizione. Nel finale riapparirà davanti a Saguaro e Kai.

### Secondari
- Yanaba Begay, fratello maggiore di Nastas. A differenza di quest'ultimo è un uomo pacifico e totalmente dedito al lavoro al Buen Retiro. Verrà ucciso dai poliziotti agli ordini di Walter Stevenson.
- Hermila Aguilàr, zia di Miguel e sorellastra di Julio. Molto protettiva con suo nipote e per questo in aperto conflitto con Julio, dal quale lei e il bambino erano scappati. Maniaca dell'ordine e della pulizia, avrà divertenti discussioni con Howi, al quale in seguito si affezionerà. Riuscirà a ricredersi riguardo a Julio.
- Russel Green, all'inizio numero uno del Bureau poi estromesso da Clive Waters, fin dall'inizio non vede di buon occhio i Falchi-Lupo principalmente per motivi razziali. A conoscenza dei legami tra Bureau e mafia, verrà ucciso dagli uomini di Stevenson.
- Art Parker, avvocato nativo e membro del consiglio tribale di Window Rock, chiamato Lingua di cuoio per la sua abitudine di non tenere mai la bocca chiusa. Amico di Thorn, sarà lui a farlo entrare nell'FBI e sarà una presenza fissa nei primissimi numeri, salvo poi scomparire quasi del tutto. Diventerà presidente del consiglio tribale e chiederà a Thorn di assumere il comando della polizia tribale dopo le dimissioni di Alan Walken. Ha una moglie, Dora, che durante la serie sconfiggerà il cancro.
- Walter Stevenson, influente uomo politico di Washington, capo del complotto che porterà alla distruzione dei Falchi-Lupo. Addosserà a Nastas la responsabilità dei crimini commessi dai suoi uomini e farà uccidere Yanaba a sangue freddo. Verrà arrestato da Thorn e Clive.
- Gli Shadow Wolves, capitanati da Neka e ispirati all'omonima unità federale realmente esistente. Operanti lungo la frontiera, aiuteranno Thorn e Kai in due occasioni.
- Wallace e Mitzy, padre e figlia, piccoli ladruncoli che vivono dei loro furti. Un amico di Wallace, su imbeccata di quest'ultimo, organizza un assalto al treno dove si trovano Thorn, Kai, Hermila e Miguel per intascare la taglia di Folsom. Wallace si pente della soffiata e rischia di venire ucciso. I due verranno salvati da Thorn e Miguel si prenderà una cotta per la ragazzina, con cui inizierà una corrispondenza. Thorn li ritroverà a Las Vegas, dove Wallace lavora nel casinò di un boss con la cui donna ha iniziato una relazione, mettendo in pericolo la sua vita e quella di Mitzy. L'intervento di Thorn risolverà il problema e permetterà ai due di scappare. Hanno entrambi una folta chioma rossa.
- Julio Aguilàr, padre di Miguel con un passato fatto di droga, alcool e piccoli crimini. Per ripagare un debito con i criminali, suoi ex soci, che rapiranno Miguel, gli consegna il bambino, ma quando si rende conto che la vita del piccolo è in pericolo si oppone e questi gli sparano. Julio si salva per miracolo e aiuta Thorn a mettersi alla ricerca dei banditi. Ripresosi, viene rilasciato su cauzione e, resosi conto del positivo ascendente che Saguaro esercita su Miguel, cerca il suo aiuto per riavvicinarsi al figlio. Quando Thorn è nei guai Julio lo aiuta, e vedendo che qualcuno si fida di lui dopo tanto tempo, decide di ricominciare da zero. Riuscirà a sistemarsi e a riconquistare l'affetto di Miguel e Hermila.
- Hooker, Tasunke e Grant, mezzi federali e mezzi cacciatori di taglie. Hooker è il capo e il più spietato dei tre, ma verrà messo facilmente al tappeto da Thorn mentre questi si reca nel South Dakota. La squadra verrà ingaggiata da Russel Green per riportare Thorn, vivo o morto, dal Messico. Hooker vuole ucciderlo per vendicare l'affronto subìto in precedenza e lo ferisce, ma il nativo Tasunke, che ha imparato ad apprezzare le gesta del suo "fratello rosso", glielo impedisce uccidendolo a sua volta.
- Fay Bereford, attraente psicologa dell'FBI che sottoporrà Saguaro a sedute terapeutiche, provocando la gelosia di Kai. Verrà uccisa prima di poter informare Thorn sul coinvolgimento di Clive Waters con la mafia.
- Lou Carrano, poliziotto ed esperto in materia sui serial killer, viene affiancato a Thorn e a Kai per indagare su un uccisore di guaritori nativi. Si scopre che il killer è proprio Carrano, noto come Il trapper (soprannome preso dal serial killer da lui stesso ucciso qualche tempo prima) per la sua abitudine di scuoiare (vive) le sue vittime. Pur comparendo in un solo numero, la sua presenza avrà un certo peso in quanto sarà lui a causare la morte di Howi, sua ultima vittima.
- Lucy Blair, attivista per i diritti dei nativi dai quali è soprannominata Alba d'Argento. Avrà una breve storia con Jude. Verrà uccisa da un killer al soldo di una famiglia mafiosa di Phoenix durante una delle sue indagini.
- Lionel Scott, agente FBI incaricato a scoprire la talpa nel Bureau. Lui e Thorn inizialmente si fronteggiano, poi diventano amici. Verrà gravemente ferito durante un'indagine, ma sopravviverà.
- Abbey e Jason, giovani agenti addestrati da Thorn e in seguito aggregati ai Falchi-Lupo. I rapporti con Thorn sono difficili (anche perché lui vorrebbe che al loro posto ci sia Jude), nonostante i due cerchino in ogni modo di colmare la loro inesperienza. Si scopre che Abbey, ricattata da Clive, spia Thorn e informa Waters dei suoi movimenti. In seguito allo smantellamento dell'unità e all'arresto di Thorn, i due, in attesa di nuovi ordini, restano a Window Rock aspettando la sua scarcerazione. Abbey cerca di scusarsi, invano, con Thorn e in seguito i due escono di scena. Hanno una storia insieme.

## Riconoscimenti
Bruno Enna ha vinto il premio Micheluzzi 2015 come miglior sceneggiatore con Saguaro.